# Romeno
Romeno est une commune italienne d'environ 1 400 habitants située dans la province autonome de Trente dans la région du Trentin-Haut-Adige dans le nord-est de l'Italie.

## Administration
| Période                                  | Période | Identité | Étiquette | Qualité |
| ---------------------------------------- | ------- | -------- | --------- | ------- |
|                                          |         |          |           |         |
| Les données manquantes sont à compléter. |         |          |           |         |

### Hameaux
Malgolo, Salter

### Communes limitrophes
Les communes limitrophes sont  Amblar-Don, Cavareno, Dambel, Predaia, Sanzeno et Sarnonico.